# Pic de Troumouse
Le pic de Troumouse est un sommet des Pyrénées se trouvant sur la frontière franco-espagnole à l'intersection exacte des trois cirques de Troumouse, Barroude et Barrosa.

## Géographie

### Hydrographie
Le sommet délimite la ligne de partage des eaux entre le bassin de la Garonne côté nord, qui se déverse dans l'Atlantique, et le bassin de l'Èbre, qui coule vers la Méditerranée côté sud.